# Ємельяновська (Приморський район)
Ємельяновська (рос. Емельяновская) — присілок в Приморському районі Архангельської області Російської Федерації.
Населення становить 213 осіб. Входить до складу муніципального утворення Боброво-Лявленське поселення.

## Історія
Від 2004 року входить до складу муніципального утворення Боброво-Лявленське поселення.

## Населення
| 2002 | 2010 | 2012 |
| ---- | ---- | ---- |
| 196  | ↘146 | ↗213 |